# K League Classic 2013
La K League Classic 2013 nota anche come  Hyundai Oilbank K League Classic è stata la 29ª edizione della massima competizione nazionale per club della Corea del Sud. La squadra campione in carica è il Seul.

## Squadre partecipanti
| Club                    | Città     | Stadio                       |
| ----------------------- | --------- | ---------------------------- |
| Busan IPark             | Pusan     | Busan Asiad Stadium          |
| Chunnam Dragons         | Gwangyang | Gwangyang Football Stadium   |
| Daegu FC                | Taegu     | Stadio di Taegu              |
| Daejeon Citizen         | Daejeon   | Daejeon World Cup Stadium    |
| Gangwon FC              | Gangneung | Gangneung Stadium            |
| Gyeongnam FC            | Changwon  | Changwon Football Center     |
| Incheon United          | Incheon   | Incheon Football Stadium     |
| Jeju United             | Seogwipo  | Jeju World Cup Stadium       |
| Jeonbuk Hyundai Motors  | Jeonju    | Jeonju World Cup Stadium     |
| Pohang Steelers         | Pohang    | Pohang Steel Yard            |
| Seongnam Ilhwa Chunma   | Seongnam  | Tancheon Sports Complex      |
| FC Seul                 | Seul      | Seoul World Cup Stadium      |
| Suwon Samsung Bluewings | Suwon     | Suwon World Cup Stadium      |
| Ulsan Hyundai           | Ulsan     | Ulsan Munsu Football Stadium |

### Giocatori stranieri
Il numero di giocatori stranieri è stato ridotto a 4 per squadra, incluso uno proveniente dalle nazioni affiliate alla AFC
| Squadra         | Giocatore 1        | Giocatore 2       | Giocatore 3      | Giocatore asiatico |
| --------------- | ------------------ | ----------------- | ---------------- | ------------------ |
| Busan IPark     | Fagner             | William           | Rodrigo          |                    |
| Chunnam Dragons | Weslley            |                   |                  | Robert Cornthwaite |
| Daegu           | Leandrinho         | Sandro            | Derek Asamoah    |                    |
| Daejeon Citizen | João Paulo         | César Arias       | Anderson Plata   | Yuta Baba          |
| Gangwon         | Wesley             | Ianis Zicu        |                  | Brendan Hamill     |
| Gyeongnam       | Miloš Bosančić     | Sreten Sretenović | Milan Bubalo     | Luke DeVere        |
| Incheon Utd     | Diogo Acosta       | Thiago            |                  |                    |
| Jeju SK         | Pedro Júnior       | Maranhão          | Rodriguinho      | Adrian Madaschi    |
| Jeonbuk Hyundai | Kevin Oris         | Leonardo          | Thiago Potiguar  | Alex Wilkinson     |
| Pohang Steelers |                    |                   |                  |                    |
| S. Ilhwa Chunma | Edcarlos           | Ivan Vuković      | Federico Laens   | Server Jeparov     |
| Seoul           | Adilson Dos Santos | Mauricio Molina   | Dejan Damjanović | Sergio Escudero    |
| Suwon Bluewings | Santos Júnior      |                   |                  |                    |
| Ulsan HD        | Caíque             | Rafinha           | Roberto César    | Chikashi Masuda    |

- Giocatore della Corea del Nord (interpretato come giocatore nativo)

| Squadra         | Giocatore   |
| --------------- | ----------- |
| Suwon Bluewings | Jong Tae-se |

## Classifica
|                          | Pos. | Squadra         | Pt | G  | V  | N  | P  | GF | GS | DR  |
| ------------------------ | ---- | --------------- | -- | -- | -- | -- | -- | -- | -- | --- |
| Poule scudetto           |      |                 |    |    |    |    |    |    |    |     |
| Corea del Sud (bandiera) | 1.   | Pohang Steelers | 74 | 38 | 21 | 11 | 6  | 63 | 38 | +25 |
|                          | 2.   | Ulsan HD        | 73 | 38 | 22 | 7  | 9  | 63 | 37 | +26 |
|                          | 3.   | Jeonbuk Hyundai | 63 | 38 | 18 | 9  | 11 | 61 | 49 | +12 |
|                          | 4.   | Seoul           | 62 | 38 | 17 | 11 | 10 | 59 | 46 | +13 |
|                          | 5.   | Suwon Bluewings | 53 | 38 | 15 | 8  | 15 | 50 | 43 | +7  |
|                          | 6.   | Busan IPark     | 52 | 38 | 14 | 10 | 14 | 43 | 41 | +2  |
|                          | 7.   | Incheon Utd     | 50 | 38 | 12 | 14 | 12 | 48 | 46 | +2  |
| Poule retrocessione      |      |                 |    |    |    |    |    |    |    |     |
|                          | 8.   | Seongnam        | 60 | 38 | 17 | 9  | 12 | 51 | 42 | +9  |
|                          | 9.   | Jeju SK         | 58 | 38 | 16 | 10 | 12 | 51 | 46 | +5  |
|                          | 10.  | Chunnam Dragons | 40 | 38 | 9  | 13 | 16 | 34 | 45 | -11 |
|                          | 11.  | Gyeongnam       | 37 | 38 | 8  | 13 | 17 | 42 | 55 | −13 |
|                          | 12.  | Gangwon         | 36 | 38 | 8  | 12 | 18 | 37 | 64 | −27 |
|                          | 13.  | Daegu           | 32 | 38 | 6  | 14 | 18 | 36 | 57 | −21 |
|                          | 14.  | Daejeon Citizen | 32 | 38 | 7  | 14 | 20 | 39 | 68 | −29 |

Legenda:

      Campione della Corea del Sud e ammessa alla AFC Champions League 2014

      Ammesse alla AFC Champions League 2014

      Partecipa allo spareggio per la retrocessione

      Retrocessa in K-League Second Division 2014

Note:
Tre punti a vittoria, uno a pareggio, zero a sconfitta.

### Play-out
|               | Risultati |               | Luogo e data              |  |
| ------------- | --------- | ------------- | ------------------------- |  |
| Sangju Sangmu | 4 - 1     | Gangwon       | Gwangju, 4 dicembre 2013  |  |
| Gangwon       | 1 - 0     | Sangju Sangmu | Changwon, 7 dicembre 2013 |  |